# Arhytis chinensis
Arhytis chinensis là một loài tò vò trong họ Ichneumonidae.